# أبو بكر أومارو
أبو بكر أومارو (بالفرنسية: Aboubakar Oumarou)‏ مواليد 4 يناير 1987 في ياوندي، هو لاعب كرة قدم كاميروني يلعب كمهاجم. مثّل منتخب الكاميرون لكرة القدم. بدأ أبو بكر أومارو مسيرته الرياضية عام 2006 مع نادي يانبيان.

## وصلات خارجية
- أبو بكر أومارو على موقع الاتحاد الأوربي (الإنجليزية)
- أبو بكر أومارو على موقع قاعدة بيانات كرة القدم.إي يو (الإنجليزية)
- أبو بكر أومارو على موقع ناشيونال فوتبول تيمز (الإنجليزية)
- أبو بكر أومارو على موقع Soccerway.com (الإنجليزية)
- أبو بكر أومارو على موقع عالم كرة القدم.نت (الإنجليزية)
- أبو بكر أومارو على موقع AS.com (الإسبانية)